# Melles (Haute-Garonne)
Melles is een gemeente in het Franse departement Haute-Garonne (regio Occitanie) en telt 112 inwoners (2009). De plaats maakt deel uit van het arrondissement Saint-Gaudens.

## Geografie
De oppervlakte van Melles bedraagt 54,5 km², de bevolkingsdichtheid is dus 2,1 inwoners per km².
De onderstaande kaart toont de ligging van Melles (Haute-Garonne) met de belangrijkste infrastructuur en aangrenzende gemeenten.

## Demografie
De figuur toont het verloop van het inwonertal (bron: INSEE-tellingen).